# Rue Marie Depage
Pour les articles homonymes, voir Depage.
La rue Marie Depage (en néerlandais: Marie Depagestraat) est une rue bruxelloise de la commune d'Uccle.

## Origine du nom
La rue rend honneur à Marie Depage, née le 23 septembre 1872 à Ixelles et morte le 7 mai 1915, une infirmière belge décédée dans le naufrage du RMS Lusitania.